# HotGen
HotGen est un studio de développement de jeux vidéo britannique fondé en 1999 et basé à Croydon.

## Ludographie
- 2000 : Road Champs BXS (Game Boy Color), édité par Activision
- 2000 : Star Wars Episode I: Obi-Wan's Adventures (Game Boy Color), édité par THQ
- 2001 : Indiana Jones et la Machine infernale (Game Boy Color), édité par LucasArts et THQ
- 2001 : Tony Hawk's Pro Skater 3 (Game Boy Color), édité par Activision
- 2001 : Mat Hoffman's Pro BMX (Game Boy Color, Game Boy Advance), édité par Activision
- 2002 : Eggo Mania (GameCube, Game Boy Advance, PlayStation 2, Xbox), édité par Kemco
- 2002 : Mat Hoffman's Pro BMX 2 (Game Boy Advance), édité par Activision
- 2002 : Kelly Slater's Pro Surfer (Game Boy Advance), édité par Activision
- 2003 : Namco Pac-Man (Plug It In & Play TV Game), édité par Jakks Pacific
- 2003 : Batman: Dark Tomorrow (GameCube, Xbox), édité par Kemco
- 2009 : Phineas and Ferb Best Game Ever! (Plug It In & Play TV Motion Video Game), édité par Jakks Pacific
- 2009 : SpongeBob SquarePants Bikini Bottom 500 (Plug It In & Play TV Motion Video Game), édité par Jakks Pacific
- 2011 : To-Fu 2 (iOS, Android)
- 2012 : To-Fu: The Trials of Chi (iOS, Android), édité par Devolver Digital sur Android
- 2015 : To-Fu Fury (iOS, Android), édité par Amazon Game Studios